# Kilian Moser
Kilian Moser (* 29. Juli 1988 in Interlaken) ist ein Schweizer Radrennfahrer.

## Karriere
Moser belegte auf der Bahnradsport 2007 beim UIV Cup in Zürich den zweiten Platz. Im Jahr darauf gewann er zusammen mit Ismaël Kip den UIV Cup in Rotterdam. Bei den Schweizer Bahnradmeisterschaften wurde er Dritter in der Mannschaftsverfolgung und Zweiter im Madison. Im Jahr 2012 wurde er nationaler Meister in der Einerverfolgung. Im selben Jahr gewann er zusammen mit Loïc Perizzolo die Trois Jours d’Aigle.
Auf der Strasse war Moser 2009 im Mannschaftszeitfahren des Grand Prix Tell erfolgreich.

## Erfolge
2008
- UIV Cup – Rotterdam (mit Ismaël Kip)

2009
- Mannschaftszeitfahren GP Tell

2012
- Schweizer Meister – Einerverfolgung
- Trois Jours d’Aigle (mit Loïc Perizzolo)